# Municipio de Jackson (condado de Washington, Iowa)
El municipio de Jackson (en inglés: Jackson Township) es un municipio ubicado en el condado de Washington en el estado estadounidense de Iowa. En el año 2010 tenía una población de 488 habitantes y una densidad poblacional de 5,21 personas por km².

## Geografía
El municipio de Jackson se encuentra ubicado en las coordenadas 41°22′52″N 91°39′27″O / 41.38111, -91.65750. Según la Oficina del Censo de los Estados Unidos, el municipio tiene una superficie total de 93.72 km², de la cual 93,72 km² corresponden a tierra firme y (0 %) 0 km² es agua.

## Demografía
Según el censo de 2010, había 488 personas residiendo en el municipio de Jackson. La densidad de población era de 5,21 hab./km². De los 488 habitantes, el municipio de Jackson estaba compuesto por el 99,39 % blancos, el 0,2 % eran de otras razas y el 0,41 % eran de una mezcla de razas. Del total de la población el 2,05 % eran hispanos o latinos de cualquier raza.